# Coppa Italia 1981-1982 (pallavolo maschile)

Il sudcoreano Kim Ho-chul, palleggiatore della Santàl Parma vincitrice dell'edizione.

La Coppa Italia di pallavolo maschile 1981-82 fu la 4ª edizione della manifestazione organizzata dalla FIPAV.

## Regolamento e avvenimenti
Alla manifestazione presero parte trentasei squadre tra Serie A1, A2 e B.
Le partecipanti vennero divise in dodici gironi da tre squadre; le vincitrici di ogni girone passarono alle semifinali, quattro gironi da tre squadre. Le prime classificate di ogni raggruppamento furono le finaliste e disputarono il girone finale a Battipaglia, tra il 27 e il 29 novembre 1981; vincitrice risultò essere la Santàl Parma. La Vianello Pescara fu la prima squadra partecipante al campionato di A2 a raggiungere la fase finale.

## Girone finale

### Partecipanti
- Panini Modena
- Riccadonna Asti
- Santàl Parma
- Vianello Pescara

### Classifica
| Pos. | Squadra          | Pt | G | V | P | SV | SP |
| ---- | ---------------- | -- | - | - | - | -- | -- |
| 1.   | Santàl Parma     | 6  | 3 | 3 | 0 | 9  | 2  |
| 2.   | Panini Modena    | 4  | 3 | 2 | 1 | 8  | 4  |
| 3.   | Vianello Pescara | 2  | 3 | 1 | 2 | 3  | 8  |
| 4.   | Riccadonna Asti  | 0  | 3 | 0 | 3 | 3  | 9  |

| Vincitrice della Coppa Italia |

### Risultati

#### Tabellone
|         | Asti | Modena | Parma | Pescara |
| ------- | ---- | ------ | ----- | ------- |
| Asti    | XXX  | –      | –     | –       |
| Modena  | 3-1  | XXX    | –     | 3-0     |
| Parma   | 3-0  | 3-2    | XXX   | 3-0     |
| Pescara | 3-2  | –      | –     | XXX     |